# Herren vom Berge

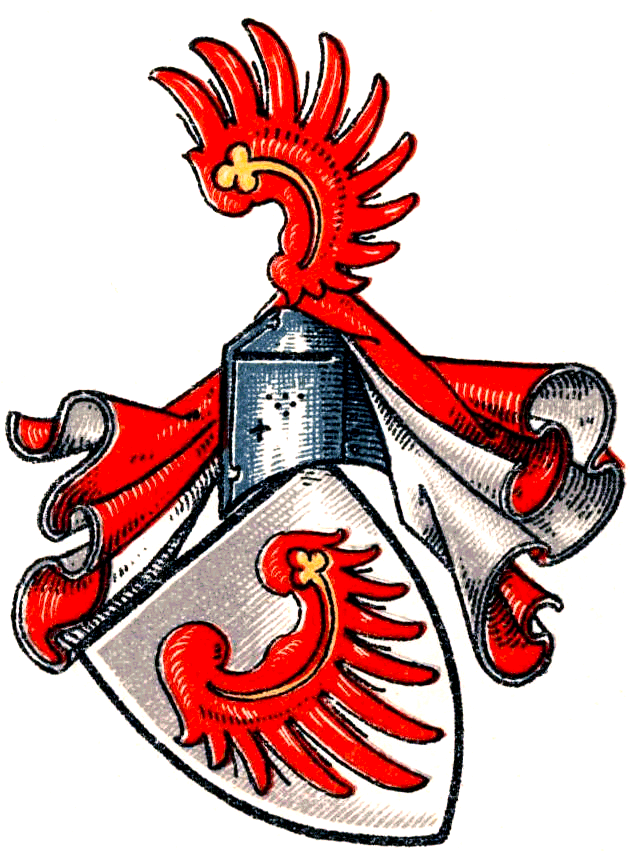
Wappen derer von dem Berge (Schalkesberge)

Die Herren von dem Berge (auch: Herren vom Berge und Herren vom Schalksberg) waren ein Adelsgeschlecht, das ab 1096 auf der Schalksburg oberhalb von Hausberge in Porta Westfalica herrschte. Zu ihrem Machtbereich in Ostwestfalen gehörte das Bistum Minden.

## Geschichte
Nach Ansicht von Max von Spießen soll die Stammburg des Edelgeschlechts von dem Berge, die Wittekindsburg, bei Minden sein. Da die Wittekindsburg nach neueren Forschungsergebnissen aber eine Fliehburg war und aus der Zeit des 3.–1. Jahrhunderts v. Chr. stammt ist dieses eher unwahrscheinlich.
Im Jahr 1096 sind die Herren vom Berge in den Besitz der Schalksburg gekommen. Nach ihren Besitzern wurde die Burg dann als „Haus zum Berge“ bezeichnet. Daraus entwickelte sich der Name Hausberge für die unterhalb der Burg liegende Ortschaft. Das Geschlecht der Herren vom Berge starb Ende des 14. Jahrhunderts aus.
Nach dem Rückgang des königlichen Einflusses im Bistum Minden an der Mittelweser übten ab etwa 1073/1080 Billunger Herzöge die Stiftsvogtei aus. Deren Lehensleute, die Herren vom Berge, fungierten zwischen 1096 und 1398 als erbliche Edelvögte.
- Mit Wedekind I. stellten sie ab 1124 den ersten der Mindener Kirchenvögte.

- Unter Edelvogt Wedekind III. (1224–1269) war die Vogtei bereits erblich geworden. Er hatte sich schon großen Grundbesitz erworben. Sein Schloss lag auf dem Gebiet der heutigen Stadt Hausberge, 6 km südlich von Minden. Der Schalksberg heißt heute Jakobsberg. 1241 schenkte er dem Augustinerinnen-Kloster Wennigsen einen Wirtschaftshof, damit sie am Sterbetag seines Vaters ein Jahresgedächtnis feierten. Diese Schenkung erfolgte mit dem ausdrücklichen Einverständnis seines ältesten Sohns Heinrich. 1265 stiftete er das Dominikanerkloster in Lahde (10 km nördlich von Minden). Wedekind III. war verheiratet mit Richenza (Richedis) von Hoya, sie hatten die Kinder:
  - Heinrich, Nachfolger des Edelvogts Wedekind III. ab 1269; als solcher änderte er seine Haltung gegenüber Lahde vollständig.
  - Gerhard, Nachfolger des Edelvogts Heinrich ab etwa 1285; 1301 befehdete zusammen mit dem Edelherrn Simon I. zur Lippe den Mindener Bischof. Sie wurden zwar besiegt, die guten Beziehungen wurden jedoch durch Heirat ihrer Kinder (des späteren Edelvogts) Wedekind IV. vom Berge und Elisabeth (Lysa) zur Lippe verstärkt.
  - Volquin, ab 1269 Mindener Domherr, dann Domscholaster, ab 1298 Dompropst
  - Irmengard, Gemahlin des Grafen Otto von Everstein
  - Jutta ⚭ 1272 den Grafen Ludolf von Wunstorf (Ludolf I. von Roden; genannt ab 1222; † 15. Juni 1282; Graf von Roden; 1249 Graf von Limmer; 1251 Graf von Wunstorf; auch Vogt des Klosters Möllenbeck?)

- Wittekind II. von Schalksberg war 1369–1383 Bischof von Minden.

Der Letzte des Geschlechts vom Berge, Bischof Otto III. von Minden (1384–1397), starb 1398 und vermachte die Herrschaft der Mindener Kirche.

## Wappen
Das Wappen zeigt in Silber einen roten balkenweise liegenden Flügel mit goldenem Kleestengel belegt. Auf dem Helm mit rot-silbernen Decken der Flügel.

## Persönlichkeiten
- Gerhard vom Berge, Bischof von Verden (1363–1365), Bischof von Hildesheim (1365–1398)
- Mechthild von dem Berge, 1361–1383 Äbtissin im Stift Freckenhorst
- Wittekind II. von Schalksberg, 1369–1383 Bischof von Minden
- Otto III. von Schalksberg, 1384–1397 Bischof von Minden